# A. Roland Fields
Pour les articles homonymes, voir Fields.
Ansel Roland Fields est un directeur artistique et un chef décorateur américain né le 13 juin 1900 à La Nouvelle-Orléans (Louisiane) et mort le 11 septembre 1950 à Los Angeles (Californie).

## Filmographie
- 1934 : Un gosse encombrant (en) (Kentucky Kernels) de George Stevens
- 1935 : Tel père, tel fils (en) de Richard Rosson
- 1941 : Citizen Kane d'Orson Welles
- 1942 : The Great Gildersleeve de Gordon Douglas
- 1942 : La Féline (Cat People) de Jacques Tourneur
- 1942 : Forçats contre espions (Seven Miles from Alcatraz) d'Edward Dmytryk
- 1942 : Here We Go Again d'Allan Dwan
- 1942 : La Splendeur des Amberson (The Magnificent Ambersons) d'Orson Welles
- 1943 : Tendre Camarade (Tender Comrade) d'Edward Dmytryk
- 1943 : Rookies in Burma (en) de Leslie Goodwins
- 1943 : L'Exubérante Smoky (Government Girl) de Dudley Nichols
- 1943 : The Iron Major (en) de Ray Enright
- 1943 : La Fille et son cow-boy (A Lady Takes a Chance) de William A. Seiter
- 1943 : Petticoat Larceny de Ben Holmes
- 1943 : L'Homme-léopard (The Leopard Man) de Jacques Tourneur
- 1943 : Vivre libre (This Land is Mine) de Jean Renoir
- 1943 : Vaudou (I Walked with a Zombie) de Jacques Tourneur
- 1944 : Mademoiselle Fifi de Robert Wise
- 1944 : Mon ami le loup (My Pal Wolf) d'Alfred L. Werker
- 1944 : The Master Race (en) d'Herbert Biberman
- 1944 : Fiancée par erreur (en) (Bride by Mistake) de Richard Wallace
- 1944 : Quatre du music-hall (en) (Show Business) d'Edwin L. Marin
- 1945 : Du sang dans le soleil (Blood on the Sun) de Frank Lloyd
- 1945 : Sous le ciel d'Orient (en) (China Sky) de Ray Enright
- 1947 : Heaven Only Knows (en) d'Albert S. Rogell
- 1948 : Ma femme et ses enfants (Family Honeymoon) de Claude Binyon
- 1948 : La Comtesse de Monte-Cristo (en) (The Countess of Monte Cristo) de Fred de Cordova
- 1948 : Un caprice de Vénus (One Touch of Venus) de William A. Seiter
- 1948 : L'Épée du vengeur (en) (Sword of the Avenger) de Sidney Salkow
- 1948 : Le Bar aux illusions (The Time of Your Life) d'H.C. Potter
- 1948 : Ils étaient tous mes fils (All My Sons) d'Irving Reis
- 1949 : Une balle dans le dos (Undertow) de William Castle
- 1949 : N'oubliez pas la formule (Free for All) de Charles Barton
- 1949 : Le Mystère de Molly (The Story of Molly X)de Crane Wilbur
- 1949 : La Bataille des sables (Sword in the Desert) de George Sherman
- 1949 : Chasse à l'homme dans l'Arctique (Arctic Manhunt) d'Ewing Scott
- 1949 : Nous... les hommes (Yes Sir That's My Baby) de George Sherman
- 1949 : La Fille des prairies (Calamity Jane and Sam Bass) de George Sherman
- 1950 : Le laitier sonne une fois (The Milkman) de Charles Barton
- 1950 : Winchester '73 d'Anthony Mann
- 1950 : Francis, le mulet qui parle (Francis) d'Arthur Lubin
- 1951 : Les Pirates de Macao (en) (Smuggler's Island) d'Edward Ludwig
- 1951 : Quand les tambours s'arrêteront (Apache Drums) d'Hugo Fregonese

## Distinctions
Oscar des meilleurs décors
Récompenses
- en 1946 pour Du sang dans le soleil

Nominations
- en 1942 pour Citizen Kane
- en 1943 pour La Splendeur des Amberson